# Moadon Kaduregel Hapoel Ramat Gan Giv'atayim
Il Moadon Kaduregel Hapoel Ramat Gan Giv'atayim in ebraico מועדון כדורגל הפועל רמת גן גבעתיים‎?, abbreviato in Hapoel Ramat Gan, è una società calcistica israeliana con sede nella città di Ramat Gan e Giv'atayim, militante nella Liga Leumit, la seconda serie del campionato israeliano di calcio.

## Storia
Il club fu fondato nel 1927, durante il periodo del Mandato britannico della Palestina, da parte dei coloni ebrei di Ramat Gan.
Nel dopoguerra, dopo alcune stagioni di massima serie a livello medio-basso, l'Hapoel ha subito la relegazione alla seconda divisione nel 1959-60, dopo aver terminato sul fondo della classifica. Nel 1962-63, il ritorno alla classe superiore, cui ha fatto immediatamente seguito la vittoria del campionato. Ciò ha reso questa squadra la prima a conquistare il titolo da neopromossa. Nel 1968-69 arriva una nuova retrocessione.
I primi anni ottanta si sono rivelati per la compagine una sorta di yo-yo, poiché è stata promossa e immediatamente retrocessa due volte in successione tra le stagioni 1979-80 e 1982-83.
Nella stagione 1988-89 arriva una nuova promozione cui però fa seguito una immediata retrocessione; per un lungo periodo questo si rivelerà essere l'ultimo periodo di permanenza nella massima serie.
Entro la fine degli anni novanta, il club sprofonda addirittura nella Liga Artzit, il terzo livello nazionale; tuttavia anche in un periodo così negativo, arriva un trofeo, la Coppa Toto per le squadre di terza divisione nel 1999-2000.
Nella stessa stagione, arriva anche l'agognata promozione in seconda divisione.
Nel 2002-03, Hapoel Ramat Gan stabilisce un nuovo primato; diventa infatti la prima squadra non appartenente alla massima serie a conquistare la massima coppa nazionale, la Coppa di Stato, battendo 5-4 ai calci di rigore l'Hapoel Be'er Sheva, dopo che l'incontro si era concluso sul pareggio per 1-1.
La vittoria nella coppa significa anche la conquista dell'accesso alla Coppa UEFA 2003-2004. L'Hapoel pesca nel sorteggio del primo turno i bulgari del Levski Sofia. A causa di un divieto di UEFA di giocare, per motivi di sicurezza, partite in Israele, il club ha dovuto giocare la propria partita in casa a Dunajská Streda, in Slovacchia. L'Hapoel ha concluso il doppio confronto con un 5-0 complessivo al passivo (1-0, 4-0).
La stagione seguente, i costi della partecipazione europea e la perdita di molti dei migliori giocatori portano la squadra sul fondo della classifica, con conseguente retrocessione al terzo livello, in Liga Artzit. Nella sua prima stagione in terza serie, nel 2005-06, il club deve anche scontare 9 punti di penalizzazione a causa dei suoi problemi finanziari, il che porterà a fine stagione ad un piazzamento appena al di sopra della zona retrocessione. Nel 2006-07 arriva la promozione in seconda divisione,
Nel 2008-09, dopo quasi 20 anni, il club ritrova anche la promozione in massima serie. Nella stagione 2009-2010 si salva giungendo terz'ultimo nei play-out, e battendo, nello spareggio, la terza classificata della Liga Leumit, l'Hapoel Kfar Saba.
Tuttavia, nel campionato seguente, scontando anche una penalità di 4 punti per doppi contratti con calciatori e membri dello staff tecnico, l'Hapoel Ramat Gan conclude la stagione regolare con soli 8 punti (una sola vittoria, 9 pareggi e 20 sconfitte). Nei play-out, nonostante due vittorie consecutive contro l'Hapoel Ashkelon e l'Hapoel Petah Tiqwa, la salvezza non arriva e l'Hapoel Ramat Gan torna in Liga Leumit dopo tre anni.
Al termine della stagione 2011-2012, l'Hapoel Ramat Gan ha concluso la Liga Leumit al primo posto, a pari merito con l'Hapoel Bnei Lod. Nello spareggio del 18 maggio 2012, l'Hapoel Ramat Gan ha avuto la meglio per 2-0, ottenendo così la promozione in Ligat ha'Al 2012-2013.
In tale campionato, l'Hapoel Ramat Gan ha concluso all'ultimo posto, retrocedendo, dopo appena un anno di permanenza in massima serie, in Liga Leumit. Nella stessa stagione, tuttavia, la squadra si è aggiudicata la Coppa d'Israele, battendo in finale 4-2 ai calci di rigore l'Ironi Kiryat Shmona e guadagnandosi, in questo modo, l'accesso al terzo turno di qualificazione dell'UEFA Europa League 2013-2014. Conseguentemente, come all'indomani del successo del 2003, l'Hapoel Ramat Gan disputerà le Coppe europee militando in seconda divisione.

## Palmarès

### Competizioni nazionali
- Campionato israeliano: 1

1963-1964
- Coppa d'Israele: 2

2002-2003, 2012-2013
- Liga Leumit: 1

2011-2012
- Toto Cup Terza Divisione: 1

1999-2000

### Altri piazzamenti
- Coppa d'Israele:

Semifinalista: 2016-2017
- Liga Leumit:

Terzo posto: 1990-1991, 2015-2016, 2019-2020
Promozione: 2008-2009

## Statistiche

### Partecipazione alle competizioni UEFA
| Stagione | Competizione | Turno    | Nazione             | Avversario       | Andata | Ritorno | Totale |
| -------- | ------------ | -------- | ------------------- | ---------------- | ------ | ------- | ------ |
| 2003-04  | Coppa UEFA   | 1º turno | Bulgaria (bandiera) | PFC Levski Sofia | 0-1    | 0-4     | 0-5    |

In grassetto la gara casalinga.

## Organico

### Calciatori in rosa
Aggiornato al 5 agosto 2020
| N. |                    | Ruolo | Calciatore        |
| -- | ------------------ | ----- | ----------------- |
| 1  | Israele (bandiera) | P     | Yuval Sadeh       |
| 2  | Israele (bandiera) | D     | Muhammed Zbidat   |
| 3  | Israele (bandiera) | D     | Ahmed Shaban      |
| 4  | Israele (bandiera) | D     | Evgeniy Vinokorov |
| 5  | Israele (bandiera) | D     | Akram Shariach    |
| 6  | Israele (bandiera) | D     | Ofir Benbenishti  |
| 7  | Israele (bandiera) | A     | Yariv Kalmaro     |
| 8  | Israele (bandiera) | C     | Yisrael Zaguri    |
| 9  | Israele (bandiera) | A     | Michael Maman     |
| 10 | Israele (bandiera) | C     | Vladimir Broun    |
| 11 | Israele (bandiera) | A     | Idan Vaknin       |
| 13 | Israele (bandiera) | C     | Yoav Gabizon      |
| 14 | Israele (bandiera) | D     | Hod Messika       |
| 15 | Israele (bandiera) | D     | Israel Rosh       |
| 18 | Israele (bandiera) | A     | Omer Buaron       |

| N. |                    | Ruolo | Calciatore        |
| -- | ------------------ | ----- | ----------------- |
| 19 | Israele (bandiera) | C     | Yossi Mekonen     |
| 21 | Israele (bandiera) | D     | Daniel Mor Yosef  |
| 23 | Israele (bandiera) | D     | Ohad Rabinovich   |
| 24 | Israele (bandiera) | C     | Yarden Abuhetzera |
| 26 | Israele (bandiera) | D     | Lev Cohen         |
| 27 | Israele (bandiera) | D     | Daniel Mama       |
| 28 | Israele (bandiera) | C     | Yarin Mugrabi     |
| 29 | Israele (bandiera) | C     | Mor Edri          |
| 30 | Israele (bandiera) | D     | Adar Ratner       |
| 55 | Israele (bandiera) | C     | Ben Shimoni       |
| 60 | Israele (bandiera) | P     | Tal Bomshtein     |
| 99 | Gambia (bandiera)  | A     | Modou Jobe        |
|    | Israele (bandiera) | D     | Mor Naaman        |
|    | Israele (bandiera) | C     | Naor Cohen        |

### Rosa 2019-2020
| N. |                    | Ruolo | Calciatore     |
| -- | ------------------ | ----- | -------------- |
| 1  | Israele (bandiera) | P     | Yuval Sadeh    |
| 3  | Israele (bandiera) | D     | Dean Akafi     |
| 5  | Israele (bandiera) | D     | Mor Naaman     |
| 8  | Israele (bandiera) | C     | Tom Aida       |
| 10 | Israele (bandiera) | A     | Fadi Zidan     |
| 13 | Israele (bandiera) | C     | Yoav Gabizon   |
| 14 | Israele (bandiera) | D     | Hod Messika    |
| 15 | Israele (bandiera) | D     | Israel Rosh    |
| 16 | Israele (bandiera) | D     | Ofer Verta     |
| 17 | Israele (bandiera) | D     | Ovadia Darwish |
| 19 | Israele (bandiera) | C     | Yossi Mekonen  |

| N. |                    | Ruolo | Calciatore        |
| -- | ------------------ | ----- | ----------------- |
| 22 | Israele (bandiera) | C     | Yinon Eliyahu     |
| 23 | Israele (bandiera) | D     | Ohad Rabinovich   |
| 24 | Israele (bandiera) | C     | Yarden Abuhetsera |
| 26 | Israele (bandiera) | D     | Ofir Benbenishti  |
| 27 | Israele (bandiera) | D     | Daniel Mama       |
| 28 | Brasile (bandiera) | A     | Claudir           |
| 60 | Israele (bandiera) | P     | Tal Bomshtein     |
| 71 | Israele (bandiera) | A     | Assi Guma         |
| 72 | Israele (bandiera) | A     | Eden Hershkovitz  |
| 77 | Israele (bandiera) | C     | Haim Yosef        |
| 99 | Gambia (bandiera)  | A     | Modou Jobe        |

### Rosa 2015-2016
| N. |                    | Ruolo | Calciatore      |
| -- | ------------------ | ----- | --------------- |
| 1  | Israele (bandiera) | P     | Jenya Donayeev  |
| 2  | Israele (bandiera) | D     | Israel Rosh     |
| 4  | Israele (bandiera) | D     | Reef Peretz     |
| 5  | Israele (bandiera) | D     | Avi Soffer      |
| 7  | Brasile (bandiera) | C     | Bryan           |
| 8  | Israele (bandiera) | C     | Noam Cohen      |
| 9  | Israele (bandiera) | A     | Ran Rol         |
| 10 | Israele (bandiera) | A     | Liron Diamant   |
| 11 | Israele (bandiera) | C     | David Aviv      |
| 12 | Israele (bandiera) | D     | Uri Lerner      |
| 13 | Israele (bandiera) | C     | Nicolás Falczuk |
| 14 | Israele (bandiera) | C     | Eliraz Yehuda   |
| 15 | Israele (bandiera) | D     | Moti Barshazki  |

| N. |                           | Ruolo | Calciatore       |
| -- | ------------------------- | ----- | ---------------- |
| 17 | Israele (bandiera)        | C     | Liran Cohen      |
| 18 | Israele (bandiera)        | A     | Yaniv Mizrahi    |
| 19 | Israele (bandiera)        | D     | Adi Soffer       |
| 20 | Israele (bandiera)        | C     | Shiran Heiman    |
| 21 | Israele (bandiera)        | C     | Tomer Levy       |
| 22 | Israele (bandiera)        | P     | Eldar Pshehazkey |
| 23 | Israele (bandiera)        | A     | Idan Gonen       |
| 24 | Israele (bandiera)        | C     | Liad Berkovic    |
| 25 | Nigeria (bandiera)        | C     | Michael Tukura   |
| 27 | Israele (bandiera)        | C     | Lidor Cohen      |
| 28 | Costa d'Avorio (bandiera) | C     | Kpéhi Brossou    |
| 77 | Israele (bandiera)        | C     | Evyatar Nedler   |

### Rose stagioni passate
- 2012-2013
- 2013-2014